# Episodi di Astrid e Raphaëlle (quarta stagione)
La quarta stagione della serie TV Astrid e Raphaëlle è stata distribuita in Francia dal 10 novembre 2023 su France Télévisions.
In Italia, la stagione è andata in onda su Giallo dal 22 novembre al 13 dicembre 2023.
| n. | Titolo originale      | Titolo italiano                     | Prima TV Francia | Prima TV Italia |
| -- | --------------------- | ----------------------------------- | ---------------- | --------------- |
| 1  | L’œil du dragon       | L'occhio del drago                  | 10 novembre 2023 |                 |
| 2  | Les 1001 nuits        | Doppia identità                     | 10 novembre 2023 |                 |
| 3  | 10.000 mètres         | Omicidio ad alta quota              | 17 novembre 2023 |                 |
| 4  | Immortel              | Il gemello                          | 24 novembre 2023 |                 |
| 5  | Le Sacrifice du fou   | Il sacrificio dell'alfiere          | 1º dicembre 2023 |                 |
| 6  | La passagère du temps | La forza della verità               | 8 dicembre 2023  |                 |
| 7  | L'Ankou               | Ankou, il traghettatore delle anime | 15 dicembre 2023 |                 |
| 8  | Coupable              | Colpevole                           | 22 dicembre 2023 |                 |